# Departamento Lago Buenos Aires (Zona Militar de Comodoro Rivadavia)
Lago Buenos Aires fue un departamento de la Zona Militar de Comodoro Rivadavia, Argentina, existente entre 1944 y 1955.
El departamento tenía una superficie de aproximadamente 22.670 kilómetros cuadrados, el más extenso del territorio, y su nombre se debía al lago homónimo. Su cabecera era Perito Moreno. Limitaba al norte con los departamentos Los Huemules y Río Mayo, al oeste con Chile, al sur con el Territorio Nacional de Santa Cruz y al este con el departamento Las Heras.
En el censo de 1947 tenía una población de 2267 habitantes, todos ellos registrados como población rural, de los cuales eran 1273 hombres y 994 mujeres.
Desde 1955 conforma, con más territorio, el departamento Lago Buenos Aires de la provincia de Santa Cruz. Los ríos Deseado y Pinturas marcaban los límites con el entonces Territorio Nacional de Santa Cruz.

## Parajes
- Perito Moreno
- Los Antiguos
- El Pluma
- Ingeniero Pallavecini
- El Portezuelo